# El Saucejo
El Saucejo ist eine Gemeinde in der Provinz Sevilla in Spanien mit 4.213 Einwohnern (Stand: 2024). Sie liegt in der Comarca Sierra Sud in Andalusien.

## Geografie
Die Gemeinde befindet sich innerhalb der Sierra Sud. Sie grenzt an die Gemeinden Algámitas, Almargen, Cañete la Real, Los Corrales, Osuna, Villanueva de San Juan. 

## Geschichte
Der ursprüngliche Name der Gemeinde war Puebla del Saucejo und seit 1661 trägt sie den heutigen Namen. Der Ort wurde im 16. Jahrhundert durch das Herzogtum Osuna gegründet und besiedelt und die kleinen Siedlungen wurden später zur heutigen Gemeinde zusammengefasst.

## Wirtschaft
Wirtschaftlich ist die Landwirtschaft von hoher Bedeutung.

## Sehenswürdigkeiten
- Historische Brunnen der Gemeinde
- Kirche San Marcos